# Marta Antonioli
Marta Antonioli (14 agosto 1976) è un'ex sciatrice alpina italiana specialista delle gare veloci.

## Biografia
Originaria di Bormio e nipote di Renato Antonioli, discesista azzurro degli anni 1970, in Coppa del Mondo esordì il 5 marzo 1995 a Saalbach-Hinterglemm in discesa libera (53ª); in Coppa Europa ottenne il l'ultimo successo, nonché ultimo podio, aggiudicandosi il supergigante disputato a Pra Loup il 4 febbraio 1998. In Coppa del Mondo ottenne il miglior piazzamento il 5 marzo 2000 a Lenzerheide in discesa libera (6ª), in una gara caratterizzata dal riscaldamento della pista che avvantaggiò le atlete partite con pettorali alti, e prese per l'ultima volta il via il 2 marzo 2002 nelle medesime località e specialità, senza completare la prova; si ritirò al termine di quella stessa stagione 2001-2002 e la sua ultima gara fu uno slalom gigante FIS disputato il 26 marzo a Champoluc, chiuso dalla Antonioli all'11º posto. In carriera non prese parte a rassegne olimpiche o iridate.

## Palmarès

### Coppa del Mondo
- Miglior piazzamento in classifica generale: 87ª nel 2000

### Coppa Europa
- 3 podi (dati dalla stagione 1994-1995):
  - 1 vittoria
  - 1 secondo posto
  - 1 terzo posto

#### Coppa Europa - vittorie
| Data            | Località | Paese   | Specialità |
| --------------- | -------- | ------- | ---------- |
| 4 febbraio 1998 | Pra Loup | Francia | DH         |

Legenda:

DH = discesa libera